# 携帯電話通話記録窃盗事件
携帯電話通話記録窃盗事件（けいたいでんわ つうわきろく せっとうじけん）とは、2002年に宗教団体創価学会の会員が通話記録を盗み逮捕された事件。

## 概要
2002年4月、当時創価大学剣道部監督だった創価学会幹部が当時交際していた女性の浮気を疑い、創価大学副学生課長に依頼し、同副学生課長が通信会社に勤務していた部下の学会員に浮気調査の名目で、女性や女性が付き合っていた別の男性の通信記録を調べるよう指示。指示された学会員が通話記録を盗み、内容を創価学会幹部へ伝えた。

## 発覚から逮捕へ
創価大学剣道部元監督が通話記録を元に浮気相手とされる男性へ電話を架け嫌がらせをした。ところがあまりにも正確な内容であったため、男性が不審に思い通信会社へ問い合わせたところ、通話記録が盗まれていたことが発覚。2002年9月に警視庁保安課が通信記録を調べるよう指示したとして創価大学剣道部監督を、通話記録を盗み出したとして通信会社社員、創価大学副学生課長（いずれも当時）を電気通信事業法違反容疑などで逮捕した。犯行の動機に対し剣道部監督は「交際していた女性は40代前半の別の男性とも付き合っていたのがわかった。それに腹を立てた」と供述した。また通信会社社員は逮捕と同時に通信会社を懲戒解雇処分になった。

## 裁判と判決
逮捕された3名への裁判は創価学会が大弁護団を結成し弁護にあたった。ところが被告も弁護団も、犯罪事実については全く争わずひたすら「反省している」「私的で一過性の事件だ」と繰り返し情状酌量に努めた。そのため判決は3名ともに執行猶予付有罪判決となった。また、フリー記者乙骨正生（おっこつまさお）が、携帯電話の通話記録を不正に引き出されたとして、NTTドコモの子会社元社員（電気通信事業法違反で有罪確定）と元創価大職員、NTTドコモなどに計3000万円の損害賠償を求めた訴訟の判決で、東京地裁は2007年（平成19年）5月29日、2人とドコモの計3者に計10万円の賠償を命じた。ドコモの責任について永野厚郎裁判長は「通信の秘密が守られることは当然の前提なのに、ドコモはその義務を果たさなかった。同社内部の者が外部と共謀して個人情報が侵害された。原告の精神的苦痛は軽くない」と述べ、乙骨は、不正アクセスは創価学会の指示と主張したが、判決は「指示や命令は認められない」と退けた。

## 事件の余波

### 通信会社
通信会社では今回勤務していた社員が逮捕された事で情報管理の甘さが浮き彫りとなった。通信会社の広報室は「通話記録などにアクセスできるのは2000人おり、その職員がコンピュータ上でパスワードを入力すれば個人のデータを見ることができた。逮捕された社員もその一人だった」とコメント。また個人情報など特定データにアクセスするのは誰でもできた。アクセスするためのパスワードは、事業所内に備え付けられている帳簿を見れば誰でも分かる状態であったことも明らかとなった。

### 第3の被害者
今回の携帯電話通話記録窃盗事件では上記 浮気調査以外にも複数の通話記録が盗まれていたことが明らかとなった。中にはジャーナリストの乙骨正生の通話記録や創価学会に対立する団体幹部らの通話記録を盗んでいた事も発覚。警察が被害者に事情説明を行っていた。その後通話記録を盗まれた被害者で元創価学会員の女性ら2人が2003年5月14日、東京地検に告発状を送付した。告発状の中で女性は「本件は、電気通信事業法等に違反するだけでなく、本質的には、憲法の保障する信教の自由、通信の秘密を侵害する悪質な犯罪であり創価学会による憲法違反である」としている。最終的に判明した犯行は4件で残りの3件の被害者は創価学会を批判する日蓮正宗の信徒団体で妙観講副講頭、創価学会脱会者、創価学会を批判するジャーナリスト乙骨正生であった。

### 氷山の一角
日大名誉教授の北野弘久、政治評論家の屋山太郎はこの事件に対し「単なる窃盗ではない。新聞を読んでも、事件の裏のこういう組織の背景がまったく分からないというのが問題です。今回の事件から見えてくるのは、創価学会がたった3人でこれだけのことができる組織だということです。知らないうちに気に入らない相手の情報を手に入れ悪用する。なにより一般の人ではとてもこんな組織的な広がりを持ちえない。つまり、潜在的に大犯罪を起こしえる組織力を間違いなく持っているということ」とコメントしている。